# Brûlé Lake
Brûlé Lake är en sjö i Kanada.   Den ligger i provinsen Alberta, i den centrala delen av landet, 3 100 km väster om huvudstaden Ottawa. Brûlé Lake ligger 981 meter över havet. Arean är 14,5 kvadratkilometer. Den sträcker sig 11,0 kilometer i nord-sydlig riktning, och 2,5 kilometer i öst-västlig riktning.
I omgivningarna runt Brûlé Lake växer i huvudsak barrskog. Trakten runt Brûlé Lake är nära nog obefolkad, med mindre än två invånare per kvadratkilometer.